# به رنگ صدف
به رنگ صدف مجموعه تلویزیونی بود که در سال ۱۳۷۵ از شبکه ۱ سیمای جمهوری اسلامی ایران پخش گردید. این مجموعه به کارگردانی عباس رنجبر و تهیه‌کنندگی محمد ناجی بود.

## عوامل تولید
- مدیر تصویربرادری: احمد ابراهیمی
- نویسنده: عباس رنجبر
- صدابرداران صحنه: مهدی دارابی - خسرو کیوانمهر - حسن زرفام
- طراح گریم: بیژن محتشم
- طراح صحنه: هادی ابراهیم‌زاده
- موسیقی: پیروز ارجمند - سیدجواد موسوی
- مشاور فیلمنامه: پریوش کاشانی
- مدیر تولید: رضا سبط احمدی
- برنامه‌ریز و دستیار اول کارگردان: سیروس حسن‌پور
- روابط عمومی و دستیار دوم کارگردان: مسعود فرخنده
- منشی صحنه و دستیار سوم کارگردان: محمد ارژنگ
- تهیه کننده: محمد ناجی

## بازیگران
- بهزاد فراهانی
- جمشید اسماعیل‌خانی
- مازیار لرستانی
- مهتاج نجومی
- زهرا سعیدی
- مجید افشاریان
- زهره سرمدی
- غلامحسین لطفی
- الهام جوادی
- اکبر دودکار
- نسرین نکیسا
- فریبا حیدری
- اکبر قدمی
- علی یعقوب‌پور
- سالومه حبیب‌الهی
- مهناز قهرمان‌پور
- سمیه جهانبخش
- نرگس خوش‌الحان
- نیاز آوان
- ازاده تادی
- مازیار افتاده نیا
- عباس افشاریان